# Meristhus
Meristhus — род жесткокрылых из семейства щелкунов.

## Описание
Переднеспинка равномерно изогнута в передних углах. Промежутки надкрылий грубозернистые.

## Систематика
В составе рода:
- Meristhus cristatus Horn, 1871
- Meristhus niponensis (Lewis, 1894)